# Алтарная картина
Алта́рная (заалтарная) карти́на (запрестольный образ; англ. altarpiece, фр. retable) — художественное произведение, устанавливаемое в алтарях христианских, преимущественно католических храмов.

## Эволюция

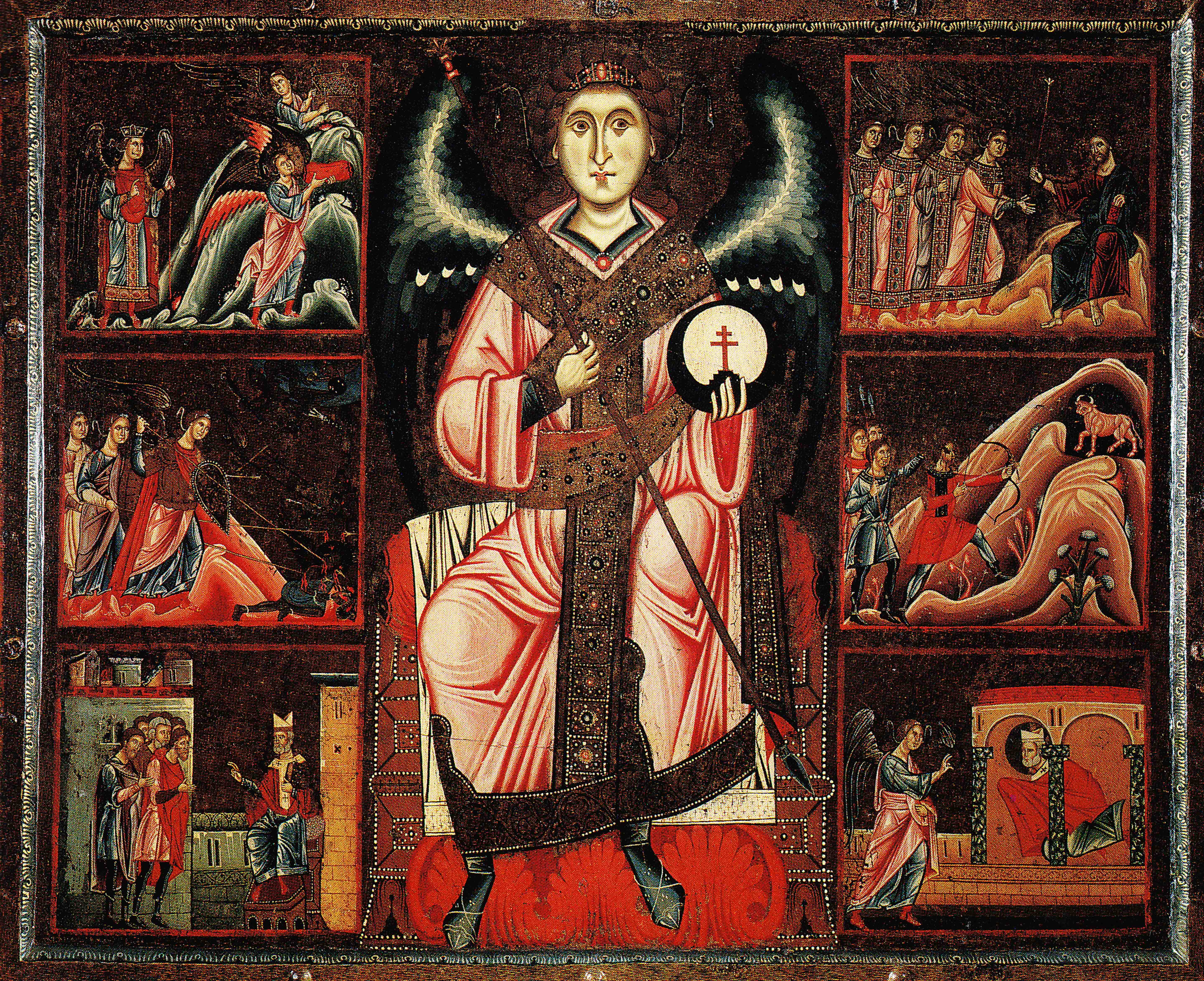
Коппо ди Марковальдо. Алтарная картина. 1250-60гг.

Этимологически слово «retable» (tabula de retto) обозначает простой уступ, расположенный за престолом и предназначенный для предметов литургии (канделябры, табернакль, кресты). Из этой изначальной формы в эпоху раннего христианства появилась алтарная картина. Утилитарная функция алтаря вскоре уступила место изобразительной функции — изображение божественного присутствия или святых, — которая вскоре получила широкое распространение. Таким образом, алтарная картина — это престольный изобразительный ансамбль. Самый простой алтарь имеет вид прямоугольного панно. Такие алтари существовали в Италии ещё в романскую эпоху и были написаны неизвестными мастерами.

### Период готики

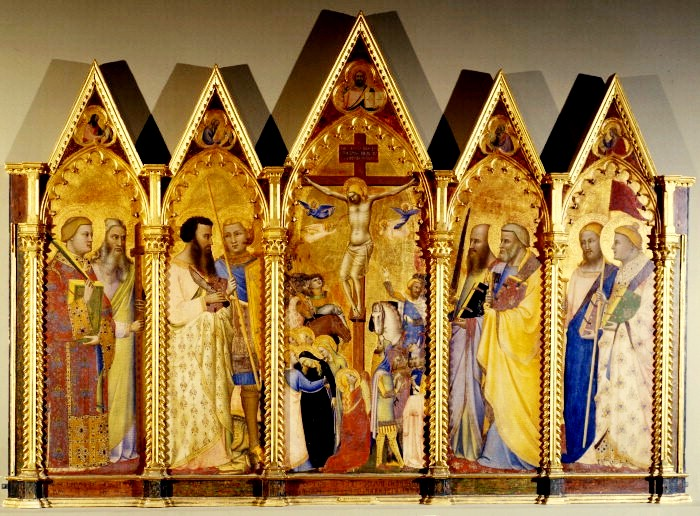
Бернардо Дадди. Полиптих. 1348 г. Институт искусства Курто, Лондон

В готическую эпоху, особенно начиная с XIV века, алтарная картина претерпевает большие изменения — она принимает формы стрельчатой архитектуры, иногда ещё просто прямоугольной, но увенчанной «аркой в форме митры». Уже тогда появляются боковые створки, окружающие центральную картину. Так возник полиптих.
Полиптих (от греческого «poly» — много, и «ptychos» — складной) состоит из нескольких подвижных или неподвижных створок. Диптихом называют полиптих, состоящий из двух створок, триптихом — из трёх. Подвижные створки, закрывающие центральное панно, бывают, как правило, расписаны с двух сторон, одна из которых иногда расписывается в технике гризайль. Слово «пределла» (от ломбардского preti — скамья, или доска) обозначало сначала постамент, на котором стоит алтарь, а потом нижнюю часть самого алтаря.

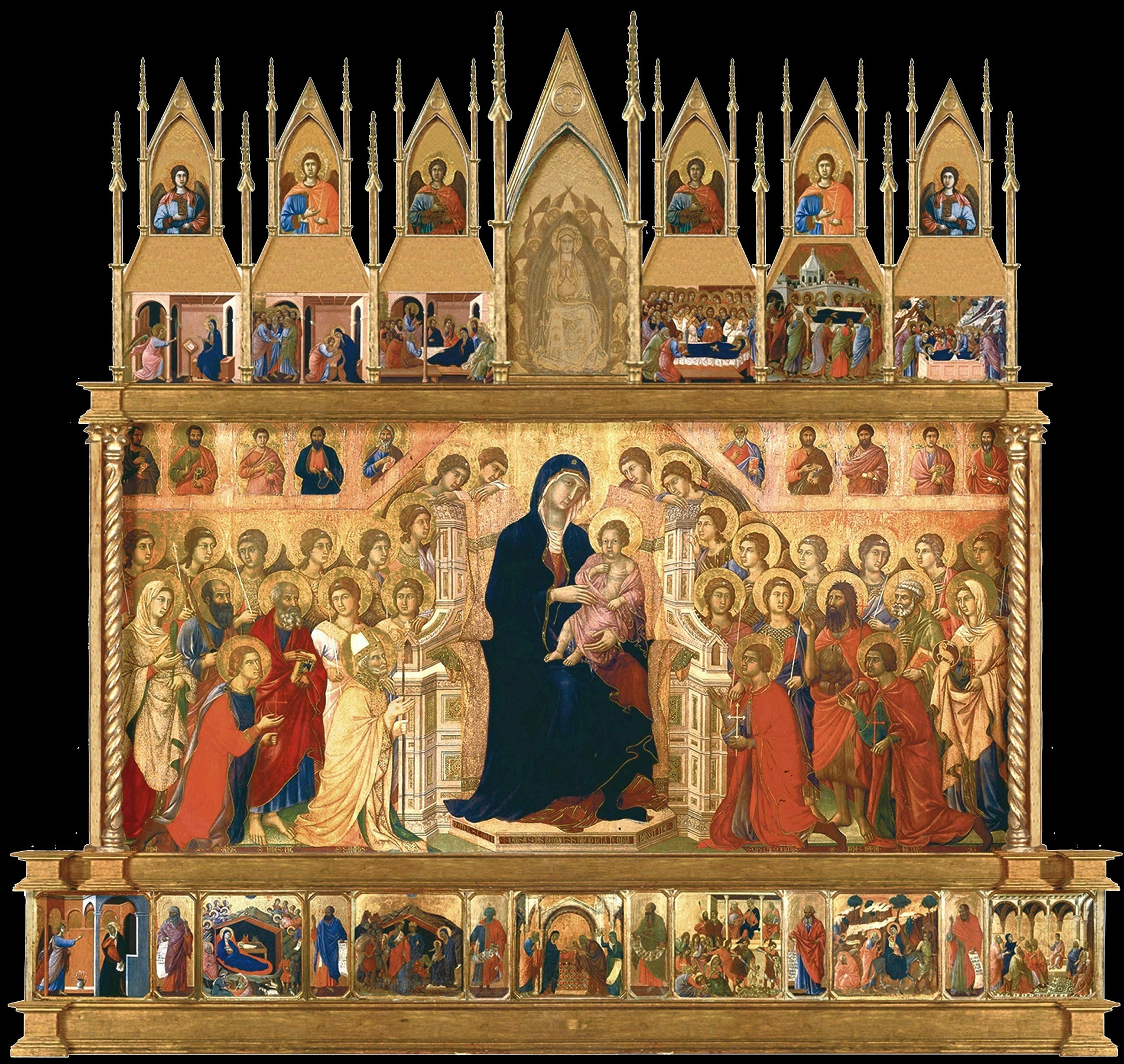
Дуччо. «Маэста» Алтарная картина с пределлой. 1308-11гг.

Обычно роспись пределлы не зависит от изображения на самом алтаре, но иногда является частью нижнего регистра центрального панно. В XV веке над верхней частью некоторых алтарей делали выступающий элемент — балдахин. В XIV и XV веках форма алтарей варьируется в зависимости от архитектуры, которой она стремится подражать. Фронтон может быть разорванным, или принимать форму митры, центральное панно часто увенчивается люнетом, по бокам располагаются пинакли, а медальоны разных форм (трилистники, четырёхлистники) с изображением святых и ангелов украшают тимпаны стрельчатых фронтонов.

### Средневековые алтари
В Италии в центральной части алтаря, как правило, изображается Мадонна или святой покровитель, а на створках — различны святые, сцены из жизни которых помещены в нижней части (например, «Маэста» Дуччо, XIV век). В живописи северного Возрождения, в Нидерландах и германских странах, начиная с XIV века алтари состояли из множества подвижных створок, что давало возможность многочисленных комбинаций (одним из лучших примеров является Гентский алтарь Яна ван Эйка, законченный в 1432 году). Во Франции в ту эпоху главную роль играла Авиньонская школа. В Испании алтарная картина — это просто фронтальное, прямоугольной формы панно, расположенное не сзади, а перед престолом.

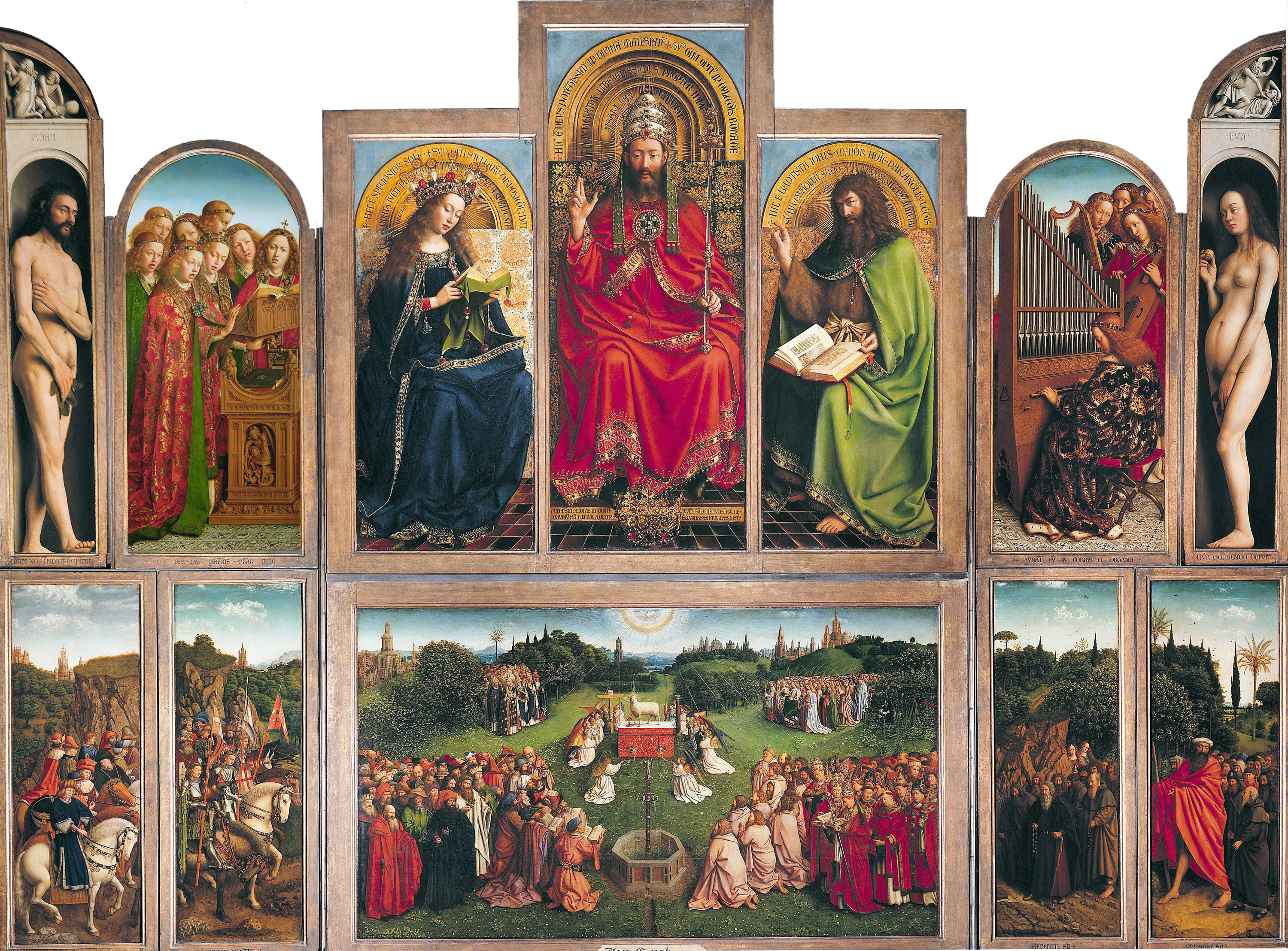
Ян ван Эйк. Гентский алтарь 1422-32гг.

 Широко распространённый в Каталонии в романскую эпоху, этот тип алтаря будет популярным в XIV—XV веках, когда появятся многочисленные шедевры, нередко значительных размеров, достигающих размеров апсиды (ретабло). В Германии шедевр Грюневальда — Изенгеймский алтарь — трактован ещё в готических формах.

### Эпоха Возрождения

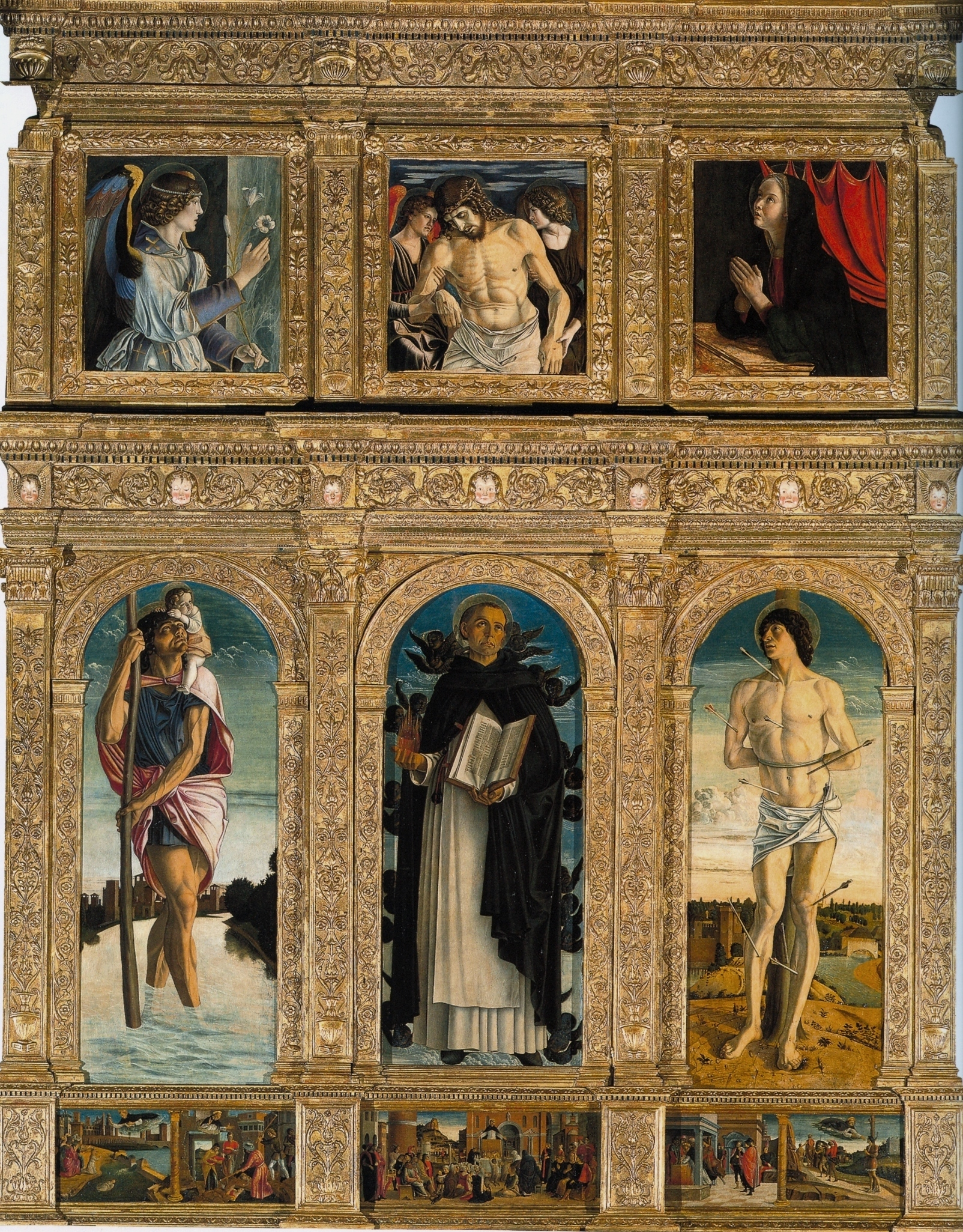
Джованни Беллини. Полиптих св. Викентия Феррерского. 1465 г. Венеция, ц. Санти-Джованни-э-Паоло

В эпоху Возрождения структура алтаря сильно изменяется, что связано с открытием прямой перспективы, с новыми архитектурными формами, отмеченными возвратом к античности (например, монументальный полиптих Мантеньи для церкви Сан Дзено в Вероне, 1459 г.). С этого момента до конца XV века продолжался блестящий период в истории алтарной картины. В Венеции этот расцвет связан с творчеством Беллини, в Ферраре — Козимо Тура, в Борго Сан Сеполькро — Пьеро делла Франческа, в Ломбардии — Фоппа. В XVI веке форма алтарей упрощается и тяготеет к простому панно, написанному не только на дереве, но и на холсте. В это время появляются шедевры Рафаэля, Тициана, Андреа дель Сарто.

### XVII век

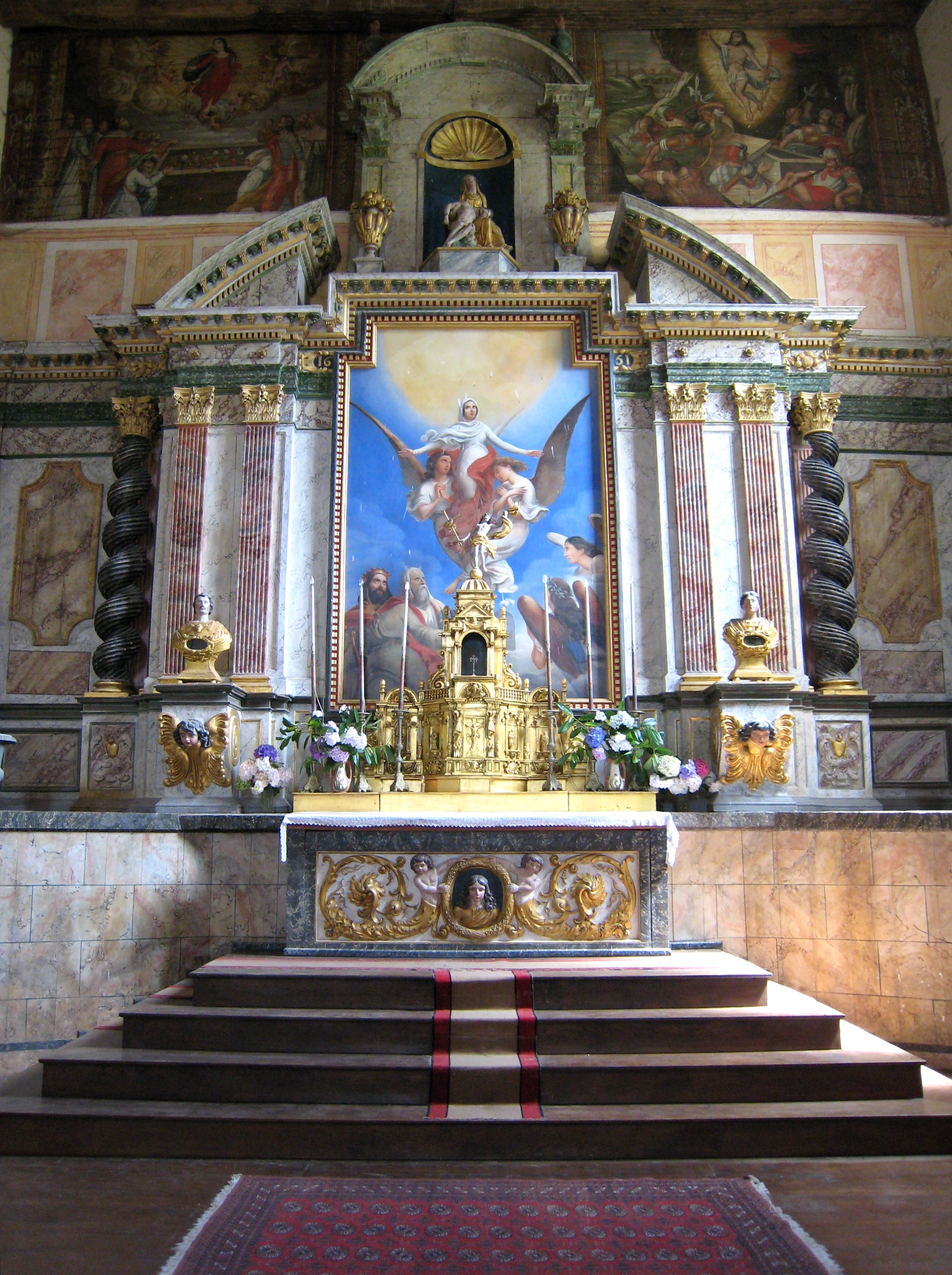
Мортемар, Франция. Алтарная картина. XVII век

В XVII веке схема почти не меняется, алтарные картины Рубенса, Пуссена, Караваджо, братьев Аннибале и Агостино Карраччи, Гверчино, Сурбарана и Кано остаются верны готическому типу алтаря, с расположенными друг над другом регистрами. В XVIII веке расцвет больших барочных алтарей ещё продолжается; в концепции алтаря новое значение приобретает архитектура, которая подчас оказывается важнее живописи. Тьеполо в Венеции, Роттмайр и Маульберч в Австрии, Хольпер в Германии считаются выдающимися художниками своего времени, работавшими в этом жанре. В XIX веке наступает закат алтарной картины, как и религиозной живописи вообще, что было связано с изменениями в католической литургии. Однако в XX веке некоторые художники вернулись к форматам (Ротко) и монументальным формам (Бекман, Бэкон, Сулаж) алтарных картин.